# 克罗纳 (索恩-卢瓦尔省)
克罗纳（法語：Cronat，法語發音：[kʁɔna]）是法国索恩-卢瓦尔省的一个市镇，属于沙罗勒区。

## 地理
克罗纳（46°43'20"N, 3°41'2"E）面积60.62 平方千米，位于法国勃艮第-弗朗什-孔泰大區索恩-卢瓦尔省，该省份为法国中部省份，北起顺时针与科多尔省、汝拉省、安省、罗讷省、卢瓦尔省、阿列省和涅夫勒省接壤。
与克罗纳接壤的市镇（或旧市镇、城区）包括：卢瓦尔河畔加奈、圣马丹德莱、蒙唐贝尔、拉诺克勒-莫莱、圣伊莱尔方丹、圣塞纳、马尔塔、卢瓦尔河畔维特里。

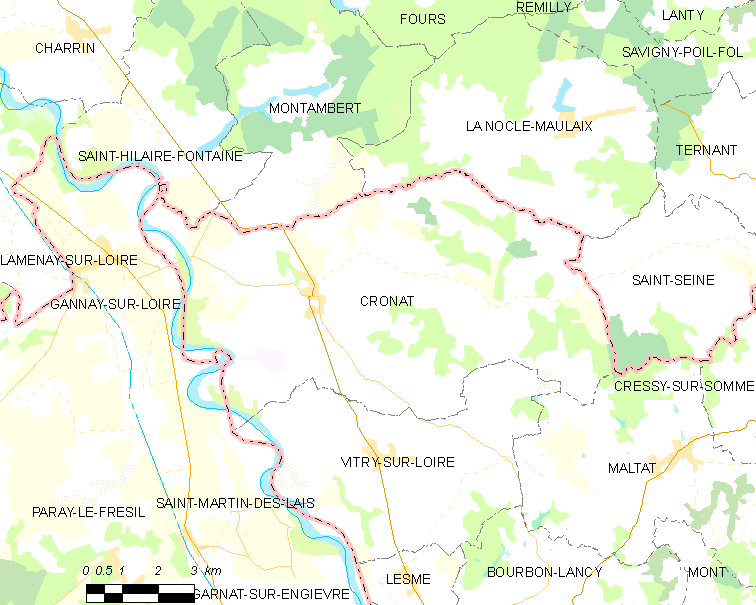
的OSM定位图

克罗纳的时区为UTC+01:00、UTC+02:00（夏令时）。

## 行政
克罗纳的邮政编码为71140，INSEE市镇编码为71155。

## 政治
克罗纳所属的省级选区为迪关县。

## 人口

1962-2008年间人口变化图示

克罗纳于2022年1月1日时的人口数量为510人。